# Kevin Hofland
Kevin Hofland holland labdarúgó.

## Pályafutása statisztikái
| Szezon   | Klub            | Bajnokság  | Mérkőzés | Gól |
| -------- | --------------- | ---------- | -------- | --- |
| 1997/98  | Fortuna Sittard | Eredivisie | 6        | 0   |
| 1998/99  | Fortuna Sittard | Eredivisie | 29       | 1   |
| 1999/00  | Fortuna Sittard | Eredivisie | 24       | 0   |
| 2000/01  | PSV             | Eredivisie | 29       | 2   |
| 2001/02  | PSV             | Eredivisie | 22       | 2   |
| 2002/03  | PSV             | Eredivisie | 7        | 0   |
| 2003/04  | PSV             | Eredivisie | 20       | 0   |
| 2004/05  | VfL Wolfsburg   | Bundesliga | 27       | 0   |
| 2005/06  | VfL Wolfsburg   | Bundesliga | 19       | 2   |
| 2006/07  | VfL Wolfsburg   | Bundesliga | 30       | 0   |
| 2007/08  | Feyenoord       | Eredivisie | 0        | 0   |
| Összesen | Összesen        | Összesen   | 213      | 7   |